# Yves Vanderhaeghe
Yves Vanderhaeghe (30 de gener de 1970) és un exfutbolista belga.

## Selecció de Bèlgica
Va formar part de l'equip belga a la Copa del Món de 2002.